# Breuchotte
Breuchotte est une commune française située dans le département de la Haute-Saône, la région culturelle et historique de Franche-Comté et la région administrative Bourgogne-Franche-Comté.

## Géographie

### Communes limitrophes
|              | Raddon-et-Chapendu | Amage      |
| Froideconche | Breuchotte         |            |
| Esboz-Brest  |                    | La Bruyère |

### Hydrologie
La commune est baignée par les eaux du Breuchin.

### Climat
Pour des articles plus généraux, voir Climat de la Bourgogne-Franche-Comté et Climat de la Haute-Saône.
En 2010, le climat de la commune est de type climat de montagne, selon une étude du Centre national de la recherche scientifique s'appuyant sur une série de données couvrant la période 1971-2000. En 2020, Météo-France publie une typologie des climats de la France métropolitaine dans laquelle la commune est exposée à un climat semi-continental et est dans la région climatique Lorraine, plateau de Langres, Morvan, caractérisée par un hiver rude (1,5 °C), des vents modérés et des brouillards fréquents en automne et hiver.
Pour la période 1971-2000, la température annuelle moyenne est de 9,7 °C, avec une amplitude thermique annuelle de 17,1 °C. Le cumul annuel moyen de précipitations est de 1 415 mm, avec 13,5 jours de précipitations en janvier et 10,4 jours en juillet. Pour la période 1991-2020, la température moyenne annuelle observée sur la station météorologique de Météo-France la plus proche, « Fougerolles », sur la commune de Fougerolles-Saint-Valbert à 7 km à vol d'oiseau, est de 10,2 °C et le cumul annuel moyen de précipitations est de 1 513,4 mm. 
La température maximale relevée sur cette station est de 38,5 °C, atteinte le 25 juillet 2019 ; la température minimale est de −22 °C, atteinte le 8 janvier 1985,,.
Les paramètres climatiques de la commune ont été estimés pour le milieu du siècle (2041-2070) selon différents scénarios d'émission de gaz à effet de serre à partir des nouvelles projections climatiques de référence DRIAS-2020. Ils sont consultables sur un site dédié publié par Météo-France en novembre 2022.

## Urbanisme

### Typologie
Au 1er janvier 2024, Breuchotte est catégorisée bourg rural, selon la nouvelle grille communale de densité à sept niveaux définie par l'Insee en 2022.
Elle est située hors unité urbaine. Par ailleurs la commune fait partie de l'aire d'attraction de Luxeuil-les-Bains, dont elle est une commune de la couronne,. Cette aire, qui regroupe 41 communes, est catégorisée dans les aires de moins de 50 000 habitants,.

### Occupation des sols
L'occupation des sols de la commune, telle qu'elle ressort de la base de données européenne d’occupation biophysique des sols Corine Land Cover (CLC), est marquée par l'importance des forêts et milieux semi-naturels (72,5 % en 2018), une proportion identique à celle de 1990 (72,5 %). La répartition détaillée en 2018 est la suivante : 
forêts (67,6 %), prairies (16,2 %), zones urbanisées (6,5 %), zones agricoles hétérogènes (4,9 %), milieux à végétation arbustive et/ou herbacée (4,8 %). L'évolution de l’occupation des sols de la commune et de ses infrastructures peut être observée sur les différentes représentations cartographiques du territoire : la carte de Cassini (XVIIIe siècle), la carte d'état-major (1820-1866) et les cartes ou photos aériennes de l'IGN pour la période actuelle (1950 à aujourd'hui).

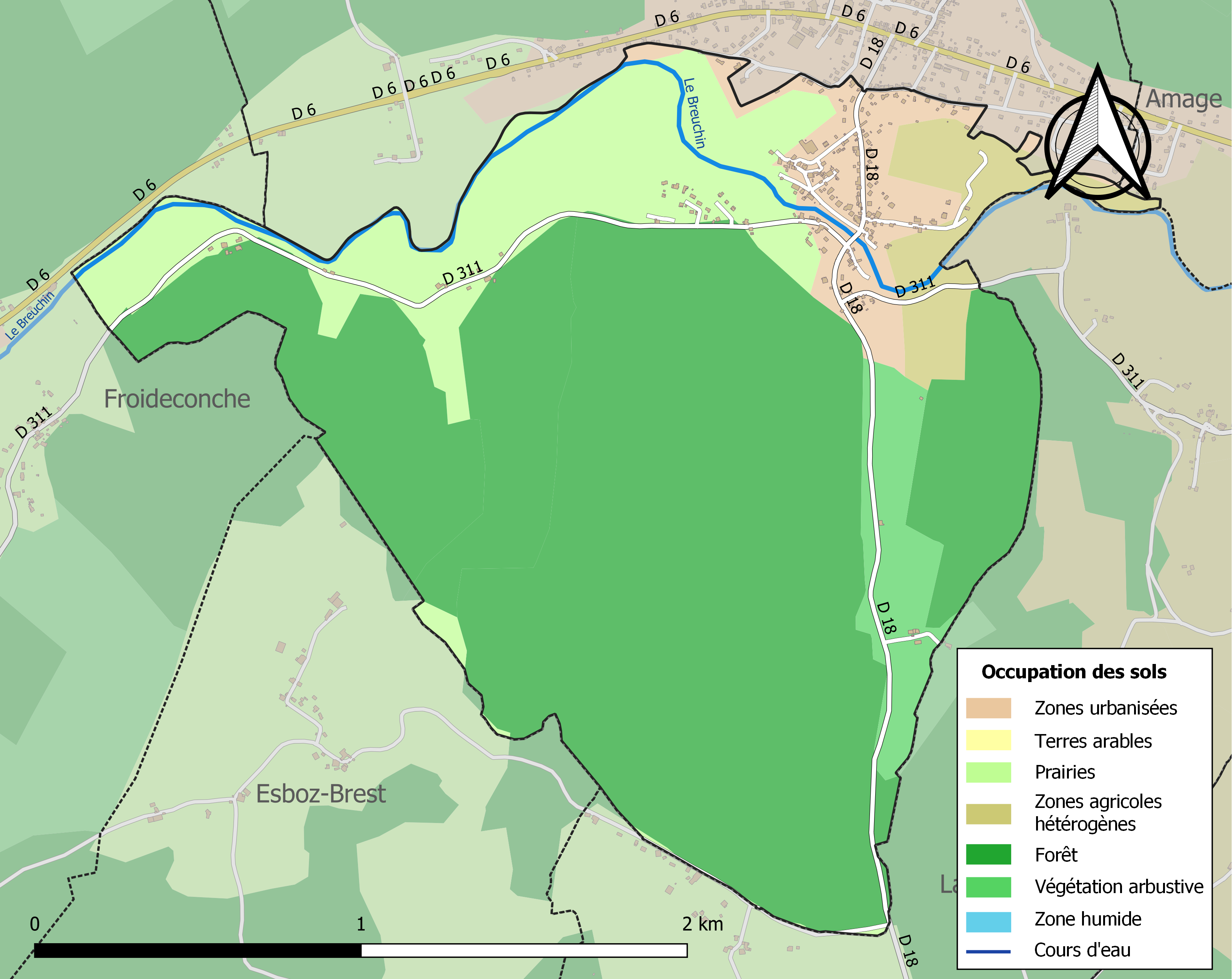
Carte des infrastructures et de l'occupation des sols de la commune en 2018 (CLC).

## Politique et administration

Carte départementale représentant en rouge la communauté de communes du Pays de Luxeuil.

### Rattachements administratifs et électoraux
La commune fait partie de l'arrondissement de Lure du département de la Haute-Saône, en région Bourgogne-Franche-Comté. Pour l'élection des députés, elle dépend de la deuxième circonscription de la Haute-Saône.
Elle faisait partie depuis 1793  du canton de Luxeuil-les-Bains, puis, lors de sa scission en 1985, la commune a été rattachée au nouveau canton de Saint-Sauveur. Dans le cadre du redécoupage cantonal de 2014 en France, la commune est rattachée au canton de Mélisey.

### Intercommunalité
La commune fait partie de la communauté de communes du Pays de Luxeuil créée le 15 novembre 2001.
Dans le cadre du mouvement de réorganisation de l'intercommunalité en Haute-Saône induit par la loi portant nouvelle organisation territoriale de la République (Loi NOTRe) du 7 août 2015, la commune souhaite, sans succès, être rattachée à la nouvelle intercommunalité constituée par la fusion de la communauté de communes de la haute vallée de l'Ognon et de la majorité des communes membres de la communauté de communes des mille étangs.

### Liste des maires
| Période                                  | Période                   | Identité   | Étiquette | Qualité |
| ---------------------------------------- | ------------------------- | ---------- | --------- | --- |
| Les données manquantes sont à compléter. |                           |            |           | |
| 1989                                     | En cours (au 6 juin 2020) | Joël Daval | DVG       | Retraité de l'enseignement Conseiller général de Saint-Sauveur (2008 → 2015) Réélu pour le mandat 2020-2026 |

## Démographie
L'évolution du nombre d'habitants est connue à travers les recensements de la population effectués dans la commune depuis 1793. Pour les communes de moins de 10 000 habitants, une enquête de recensement portant sur toute la population est réalisée tous les cinq ans, les populations de référence des années intermédiaires étant quant à elles estimées par interpolation ou extrapolation. Pour la commune, le premier recensement exhaustif entrant dans le cadre du nouveau dispositif a été réalisé en 2007.

En 2022, la commune comptait 301 habitants, en évolution de −0,66 % par rapport à 2016 (Haute-Saône : −1,4 %, France hors Mayotte : +2,11 %).
| 1793 | 1800 | 1806 | 1821 | 1831 | 1836 | 1841 | 1846 | 1851 |
| ---- | ---- | ---- | ---- | ---- | ---- | ---- | ---- | ---- |
| 187  | 191  | 216  | 235  | 326  | 306  | 287  | 402  | 368  |

| 1856 | 1861 | 1866 | 1872 | 1876 | 1881 | 1886 | 1891 | 1896 |
| ---- | ---- | ---- | ---- | ---- | ---- | ---- | ---- | ---- |
| 364  | 439  | 525  | 557  | 567  | 540  | 549  | 530  | 507  |

| 1901 | 1906 | 1911 | 1921 | 1926 | 1931 | 1936 | 1946 | 1954 |
| ---- | ---- | ---- | ---- | ---- | ---- | ---- | ---- | ---- |
| 504  | 528  | 510  | 402  | 404  | 401  | 386  | 373  | 413  |

| 1962 | 1968 | 1975 | 1982 | 1990 | 1999 | 2006 | 2007 | 2012 |
| ---- | ---- | ---- | ---- | ---- | ---- | ---- | ---- | ---- |
| 378  | 371  | 317  | 328  | 335  | 293  | 308  | 310  | 306  |

| 2017 | 2022 | - | - | - | - | - | - | - |
| ---- | ---- | - | - | - | - | - | - | - |
| 300  | 301  | - | - | - | - | - | - | - |

## Culture locale et patrimoine

### Lieux et monuments
La commune est marquée par les restes de deux entreprises industrielles installées sur le site d'anciens moulins à eau :
- Féculerie et tissage de coton Forel[20], transformée à la fin des années 2000 en micro-centrale électrique comprenant deux turbines de 100 kilowatts chacune, sous 3 m. de chute d’eau[21].
- Tissage de coton Forel[22].

Début 2017, la commune est « réputée sans clochers ».

### Personnalités liées à la commune
- Colette Dondaine, linguiste  spécialisée en langues romanes et dialectologie, est née à Breuchotte en 1921.
- La commune n'a pas érigé de monument aux morts, bien que 26 soldats originaires du village aient été tués pendant la Première Guerre mondiale. Le conseil municipal a décidé en 2015 d'honorer deux victimes, deux frères originaires du village, Albert Piercy, porté disparu le 23 juin 1916 à Verdun, et son frère Georges, tué le 25 septembre 1915 à Souain (Meuse). Une rue du village porte désormais leurs noms[24].